# 1997 TP25
1997 TP25 är en asteroid i huvudbältet som upptäcktes den 12 oktober 1997 av Beijing Schmidt CCD Asteroid Program vid Xinglong-observatoriet.
Asteroiden har en diameter på ungefär 5 kilometer.